# Philodryas
Philodryas es un género de serpientes de la familia Dipsadidae propias del Nuevo Mundo, usualmente llamadas serpientes verdes. Aunque los colúbridos generalmente no son dañinos para los seres humanos, Philodryas son serpientes con dentición opistoglifa y pueden dar una mordida venenosa. 
Tiene 22 especies reconocidas.

## Especies
Se reconocen las siguientes:

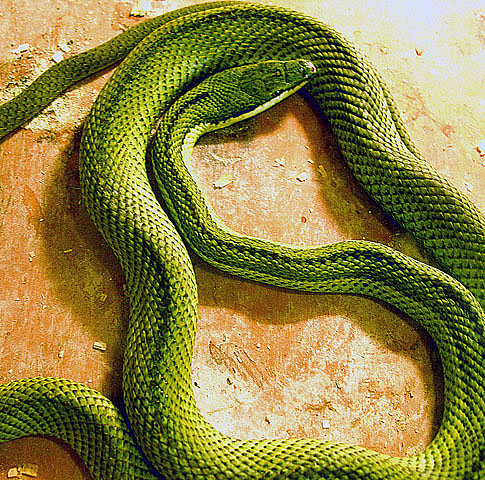
Philodryas baroni

- Philodryas aestiva (Duméril, Bibron & Duméril, 1854)
- Philodryas agassizii (Jan, 1863)
- Philodryas amaru (Zaher, Arredondo, Valencia, Arbeláez, Rodríguez & Altamirano-Benavides, 2014)
- Philodryas argentea (Daudin, 1803)
- Philodryas arnaldoi (Amaral, 1932)
- Philodryas baroni Berg, 1895
- Philodryas boliviana Boulenger, 1896
- Philodryas chamissonis (Wiegmann, 1835)
- Philodryas cordata Donnelly & Myers, 1991
- Philodryas georgeboulengeri Grazziotin, Zaher, Murphy, Scrocchi, Benavides, Zhang & Bonatto, 2012
- Philodryas laticeps Werner, 1900
- Philodryas livida (Amaral, 1923)
- Philodryas mattogrossensis Koslowsky, 1898
- Philodryas nattereri Steindachner, 1870
- Philodryas olfersii (Lichtenstein, 1823)
- Philodryas patagoniensis (Girard, 1858)
- Philodryas psammophidea Günther, 1872
- Philodryas simonsii Boulenger, 1900
- Philodryas tachymenoides (Schmidt & Walker, 1943)
- Philodryas trilineata (Burmeister, 1861)
- Philodryas varia (Jan, 1863)
- Philodryas viridissima (Linnaeus, 1758)